# Тово-Сан-Джакомо
Тово-Сан-Джакомо (итал. Tovo San Giacomo) — коммуна в Италии, располагается в регионе Лигурия, в провинции Савона.
Население составляет 2432 человека (2008 г.), плотность населения составляет 254 чел./км². Занимает площадь 10 км². Почтовый индекс — 17020. Телефонный код — 019.
Покровителем коммуны почитается святой апостол Иаков Старший, празднование 25 июля.

## Демография
Динамика населения:

## Администрация коммуны
- Официальный сайт: http://www.comune.tovo-san-giacomo.sv.it/